# NGC 7059
NGC 7059 este o galaxie spirală situată în constelația Păunul. A fost descoperită în 22 iulie 1835 de către John Herschel. Se află la o distanță de 31,92 de megaparseci de Pământ.